# عشق توله سگی (فیلم ۲۰۲۳)
عشق توله سگی (به انگلیسی: Puppy Love) فیلمی محصول سال ۲۰۲۳ و به کارگردانی ریچارد آلن رید و نیک فابیانو است. در این فیلم بازیگرانی همچون لوسی هیل، گرنت گاستین، نور دیویس، مایکل هیچکاک و جین سیمور ایفای نقش کرده‌اند.